# Heilig Kruiskerk (Mechelen)

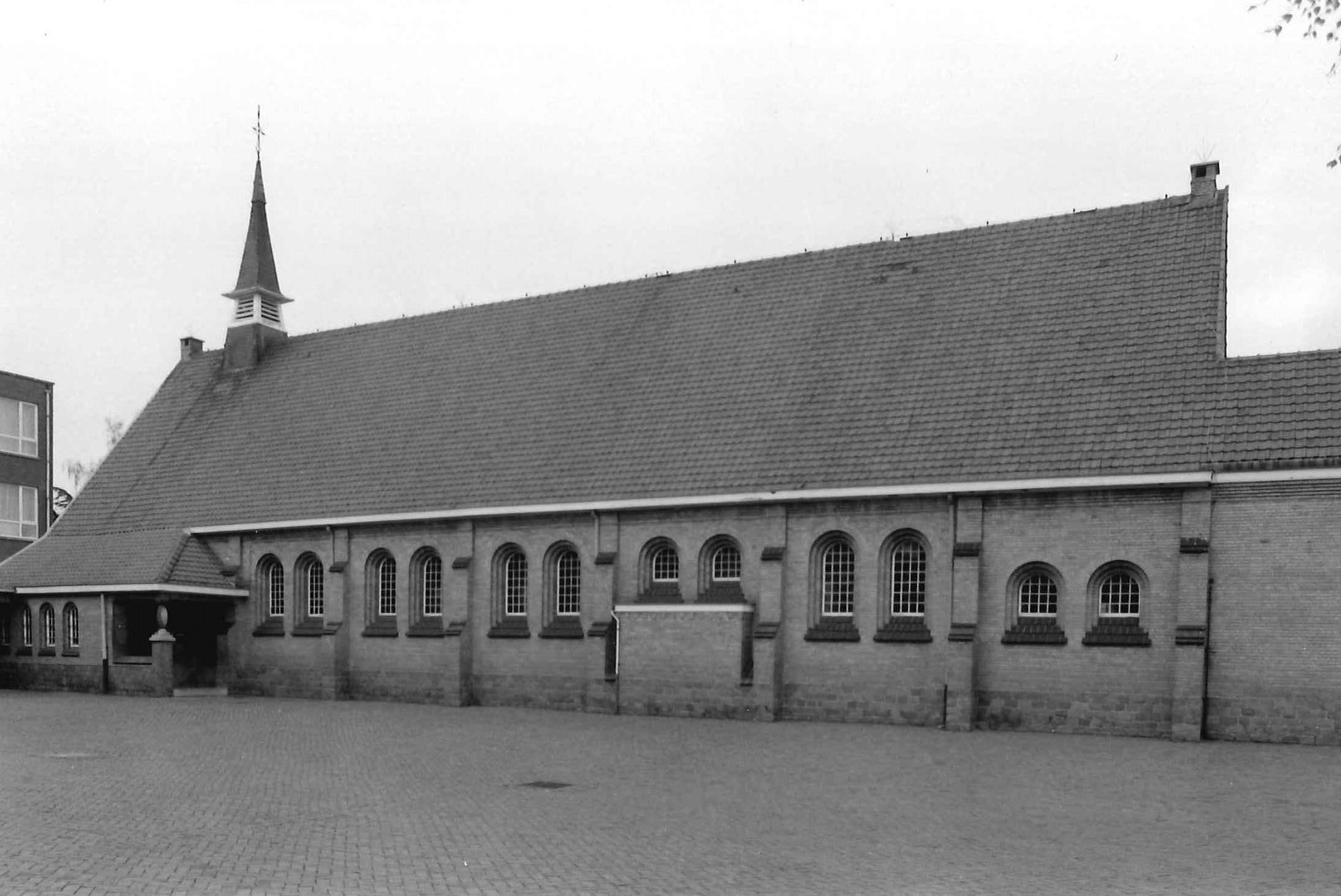
Heilig Kruiskerk

De Heilig Kruiskerk is een rooms-katholiek kerkgebouw in de Antwerpse stad Mechelen, gelegen aan de Antwerpsesteenweg.

## Geschiedenis
Oorspronkelijk behorend tot de Mechelse Sint-Catharinaparochie werd in 1951 een zelfstandige parochie gesticht.
In 1933-1934 werd al een kerk gebouwd. Het betreft een zaalkerk in sobere neoromaanse stijl onder zadeldak dat voorzien is van een dakruiter.

## Interieur
Het interieur omvat een houten kruisbeeld van omstreeks 1500. Dit is afkomstig uit de Kapel van het Bruine Kruis die in 1358 werd gebouwd. In 1580 werd hij door de Calvinisten verwoest. Begin 17e eeuw werd hij gerestaureerd maar in 1797-1798 werd hij gesloten en uiteindelijk gesloopt.